# Al-Khokha

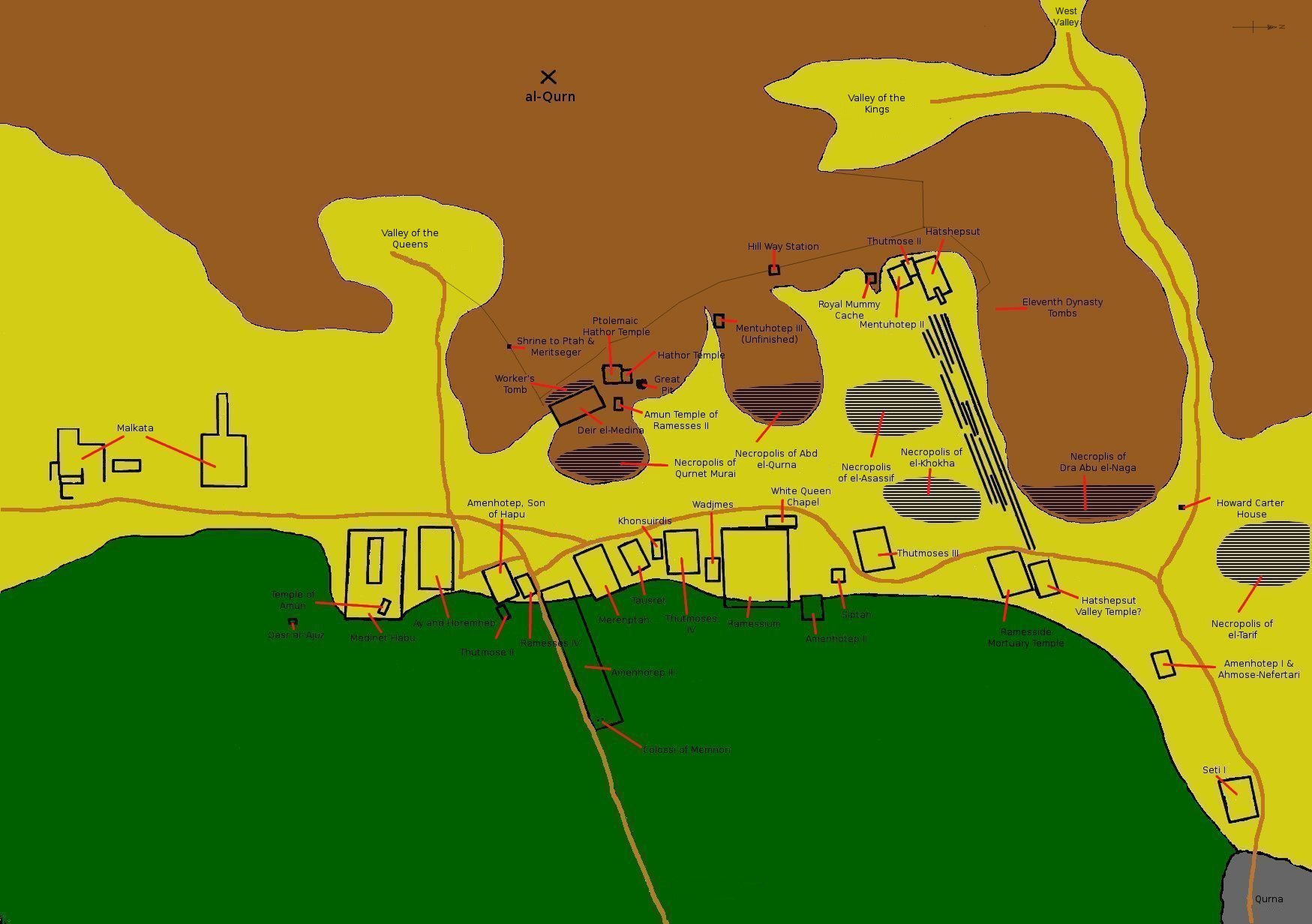
Mapa de la necròpolis tebana, al-Khokha és a la part central de la imatge.

Al-Khokha (àrab: الخوخة, al-Ḫūẖa) és una necròpolis de la Vall dels nobles, a l'oest de Luxor. El nom és d'un llogaret a la vora i es troba entre les necròpolis d'Asasif (al nord) i de Sheikh Abd al-Gurnah (a l'oest), a tocar dels temples de Deir el-Bahari (a l'oest). Al-Khokha vol dir ‘porta en una paret’. Es tracta de tombes particulars de l'Imperi Antic i el Primer Període Intermedi.

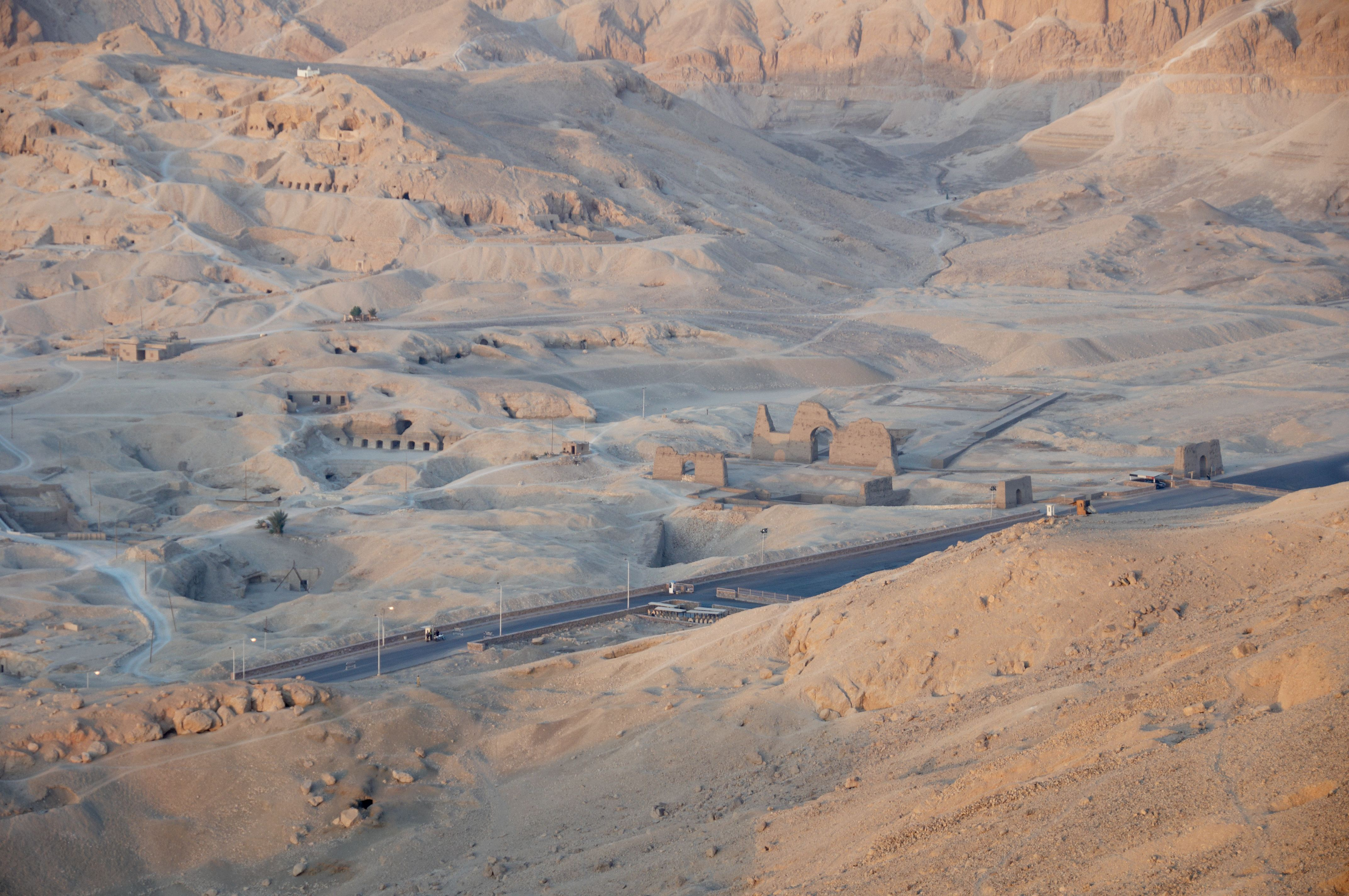
Vista aèria de la necròpolis.

Inclou cinc tombes principals: la de Surer o Amenemhat, és una de les més grans del període; la de Puimre, profeta d'Amon amb Tutmosis III, la de Kenro (Neferrenpet) escriba d'Amon amb Ramsès II; la de Khnummose, escriba d'Amon amb Amenhotep III; i la de Mose (Amenmose), supervisor del tresor amb Tutankamon o Ai II.
Altres tombes: 
- Neferhotep
- Mentiywi
- Khay
- Amenuserhet
- Amenemopet
- Nebamon
- Ipuki (Nebamon)
- Amenemhat
- Nebsumenu
- Nefermenu
- Senioker
- Ihi
- Pakhihet
- Parennefer
- Riya
- Amenarnefru
- Dedi
- Re
- Nakhtamun
- Wennefer
- Nebanensu
- Tutmosis
- Ipuemheb
- Horemheb
- Seremhatrekhyt
- Neferweben
- Ahmose
- Hori
- Senenre
- Samut
- Tutmosis
- Nebenkemet
- Mahu (Neferhotep)
- Menkheper
- Ipiy
- Amenhotep
- Paroi (Tuhmosis)
- Nefersekheru (Pabasa)
- Paanemwaset
- Paraemheb
- Nefermenu
- Khaemwaset
- Amenkhau
- Amenmessu
- Amenemopet
- Khenti